# 杰克·休森
约翰·G·休森（英語：John G. Hewson，1924年9月7日—2012年6月26日），美国NBA联盟前职业篮球运动员。